# 어머니의 땅
《어머니의 땅》은 1986년 10월 12일에 MBC TV에서 방영되었던 베스트셀러극장이다.

## 줄거리
71세의 어머니(김혜자)는 같은 동네에서 친하게 지내던 고향친구인 까치할멈(김지영)의 장례가 끝난 뒤 이유모를 병으로 병원에 입원한다. 일주일만에 겨우 퇴원한 어머니는 며칠 후 말 한마디 없이 종적을 감춘다. 아들 내외(한규희, 김동주)는 신문과 방송을 통해 사례금까지 내걸고 어머니를 찾는다.
한편 집을 나온 어머니의 머릿 속에는 남편(김기현)과의 가난했지만 행복했던 과거가 스쳐 지나가는데...

## 출연
- 김혜자
- 한규희
- 나종미
- 김동주
- 김지영
- 김애경
- 김호영
- 김기현
- 송경철
- 문창근
- 김영석